# 仲俣汐里
仲俣 汐里（なかまた しおり、1992年〈平成4年〉7月25日 - ）は、日本の女性アイドルグループ・AKB48の元メンバーである。ワタナベエンターテインメントに所属していた。スイス生まれ、東京都出身。早稲田大学本庄高等学院卒業、早稲田大学政治経済学部経済学科卒業。

## 略歴
2010年
- 3月、『AKB48 第七回研究生（10期生）オーディション』に合格し、研究生候補になる[要出典]。
- 6月12日、第4回セレクション審査に合格し、研究生になる。
- 6月19日、『チームB 5th Stage「シアターの女神」』公演にて北原里英のアンダーとしてAKB48劇場公演デビュー[1]。
- 9月30日、第5回セレクション審査に合格。

2011年
- 2月12日、チーム研究生公演にて、早稲田大学政治経済学部経済学科に合格（附属校からの内部推薦）したことを発表[2]。同時に10期生初の正式メンバーへの昇格が発表された（この時点では昇格先未定）。公演の際に広報により朗読された総合プロデューサー・秋元康直々の手紙曰く「AKBと受験勉強の両立は本当に大変だったと思います。（中略）君の頑張りは、AKBのメンバーに一番大切な事だと思うので、その努力を讃え（同日付で）正規メンバーに昇格とする」[3]。
- 6月6日、東京ドームシティホールで開催された『「見逃した君たちへ」〜AKB48グループ全公演〜』・ひまわり組 1st Stage「僕の太陽」公演においてチーム4へ正式に昇格することが発表された[4]。

2012年
- 3月2日、Google+の秋元康の投稿においてぐぐたす選抜が発表され、ぐぐたす選抜入りを果たす。
- 3月25日、コンサート『業務連絡。頼むぞ、片山部長! inさいたまスーパーアリーナ』の3日目の公演においてワタナベエンターテインメントへの移籍打診があったことが発表された[5][6]。
- 8月24日、『AKB48 in TOKYO DOME 〜1830mの夢〜』初日公演において、チーム再編に伴うチームAへの異動とチーム4の消滅が発表される[7]。
- 11月1日、チームAに異動。
- 11月5日、AKSからワタナベエンターテインメントへ移籍[8]。それと同時に、TBSの平日情報番組『ひるおび!』で ひるおび！天気キャスターデビューした。

2013年
- 9月9日、チームA公演「仲俣汐里生誕祭」において卒業することを発表した[9][10]。
- 9月15日、卒業公演を実施[9][10]。
- 9月23日、この日に開催された「恋するフォーチュンクッキー」握手会をもってAKB48を卒業、芸能界引退[9][10]。
- 9月25日、ワタナベエンターテインメント公式サイトからプロフィールが削除されるとともに、公式ブログも開始から4か月で閉鎖された。

2018年
- 4月18日、AKB48劇場で行われた特別公演「市川美織 AKB48劇場 ラストアイドル公演〜今が旬！秋葉原発祥フレッシュレモン、出荷します〜」のアンコールで、卒業以来初めて公の場に登場し、一部の楽曲に参加した[11]。

2022年
- 4月1日、パシフィコ横浜 国立大ホールで行われた「大場美奈卒業コンサート＠パシフィコ横浜 Day1〜卒業してもずっと可愛くてすみません〜」に元チーム4の一員として登場し、一部の楽曲に参加した[12]。

## 人物
- メンバー内でも小柄で童顔ということもあり、高校2年生まで、バス運賃の支払の際に「子供料金じゃなくていいの?」と言われたほど。本人としては「嬉しいような、嬉しくないような」だったとのこと[13]。
- 人の顔と名前を覚えるのが特技[14]。
- 長所は、社交的なところ。短所は、ボケている時があるところ[15]。
- 趣味は、食べること[15]と散歩[14]。
- 好きな食べ物は、たくあんなどの漬け物、しらす。味の付いていない海苔をおやつ代わりに食べるという。パンが好きで、買ったものを写真に収めたり、作ることも特技としている[14]。嫌いな食べ物は特にない[13]。
- 憧れの女性アーティストは、AAAの宇野実彩子である。「AAAの宇野さんかわいすぎて」「パフォーマンス素晴らしい」「宇野さんみたく大人可愛くなりたい」と 自身のGoogle+上で述べている[16]。
- 好きな男性のタイプは、大らかな人[15]。

### AKB48
- キャッチフレーズは「みーんな仲間だ、なかまったー!」。考案したのは、研究生時代のダンス講師である梅田悠（元SDN48）[17]。
- 佐藤夏希とは、同じ中学校出身[1]。
- 10期生では最年長、2010年12月8日以降自身の昇格決定まではチーム研究生全体でも最年長だった[注 1]。戸賀崎智信によると、オーディションに合格した理由は「チームは頭が良くないと、まとめられない」ため「リーダー候補として」の採用、とのこと[14]。
- ファンからは、愛称の「なかまったー」とジャガイモをもじって「じゃがまったー」とも呼ばれていた[13]。
- AKB48は、自分にとって「夢の入り口」、他メンバーは、同期、先輩含め全員ライバルで「いつかやっぱ先輩も越えられるようにしないと、全然自分は出て行けなくなっちゃう」と考えている[13]。将来の夢はリポーターだった[14]。
- ダンスが苦手で、公演曲の振り入れもなかなか覚えられないとのこと[13]。
- 前述の大場美奈卒業コンサート出演時、仲俣は既に芸能界を離れており、大場は仲俣への連絡先を把握しておらず、市川美織を通じて連絡を取ったという[18]。

## AKB48在籍時の参加曲

### シングルCD選抜曲
- 「チャンスの順番」に収録
  - フルーツ・スノウ - 「チーム研究生」名義
- 「桜の木になろう」に収録
  - 黄金センター - 「チーム研究生」名義
- 「Everyday、カチューシャ」に収録
  - 人の力 - 「アンダーガールズ」名義
  - アンチ - 「チーム研究生」名義
- 「風は吹いている」に収録
  - Vamos - 「アンダーガールズ ばら組」名義
  - 蕾たち - 「チーム4+研究生」名義
- 「上からマリコ」に収録
  - 走れ!ペンギン - 「チーム4」名義
- 「GIVE ME FIVE!」に収録
  - ユングやフロイトの場合 - 「スペシャルガールズC」名義
- 「真夏のSounds good !」に収録
  - ぐぐたすの空
- 「ギンガムチェック」に収録
  - あの日の風鈴 - 「ウェイティングガールズ」名義
- 「UZA」に収録
  - 孤独な星空 - 「チームA」名義
- 「永遠プレッシャー」に収録
  - 私たちのReason
- 「So long !」に収録
  - Ruby - 「篠田TeamA」名義
- 「さよならクロール」に収録
  - イキルコト - 「Team A」名義

### アルバムCD選抜曲
- 『ここにいたこと』に収録
  - High school days - 「チーム研究生」名義
  - ここにいたこと - 「AKB48+SKE48+SDN48+NMB48」名義
- 『1830m』に収録
  - 直角Sunshine - 「チーム4」名義
  - 青空よ 寂しくないか? - 「AKB48+SKE48+NMB48+HKT48」名義

### その他の参加曲
- シングルCD「初恋は実らない」 （おじゃる丸シスターズ名義、2011年5月11日発売）
  - 初恋は実らない （NHKアニメ『おじゃる丸』第14シリーズ（2011年）のエンディング・テーマ）
  - かたつむり〜おじゃる丸シスターズ・バージョン〜 （おぐまなみが歌った第13シリーズエンディング・テーマをカバーしたもの）

### 劇場公演ユニット曲
研究生「シアターの女神」公演
- ロッカールームボーイ

チームB 5th Stage「シアターの女神」公演
- ロマンスかくれんぼ（前座ガール）
- ロッカールームボーイ※
※北原里英のアンダー

チームA 6th Stage「目撃者」公演
- ミニスカートの妖精（前座ガールズ）
- 炎上路線※
※指原莉乃のアンダー

チームK 6th Stage「RESET」公演
- 檸檬の年頃（前座ガールズ）
- 制服レジスタンス※
※板野友美のアンダー

チーム4 1st Stage「僕の太陽」公演
- 向日葵

## 出演

### テレビドラマ
- マジすか学園2 第8話 - 最終話（2011年6月3日 - 7月1日、テレビ東京） - 仲俣 役
- マジすか学園3 第8話（2012年9月7日、テレビ東京） - 女囚 役
- So long ! 第1話（2013年2月11日、日本テレビ）

### 情報番組
- ひるおび!（2012年11月9日 - 2013年7月23日、TBS） - 「ひるおび!天気」 担当、出演日不定[19]

### ラジオ
- カケダセ!（2011年4月2日 - 2012年3月17日、NHKラジオ第1・NHKワールド・ラジオ日本）※レギュラー出演
- ハイタッチ!（2012年12月21日 - 、RKBラジオ）※準レギュラー出演
- リッスン? 〜Live 4 Life〜（2013年3月5日、5月29日、文化放送）

### ネット配信
- 森永卓郎のBLOGOS経済塾（2011年12月21日 - 、BLOGOS） - レギュラー生徒役として出演

### イベント
- 仲俣汐里とゆる〜く経済について語る会（2012年3月2日、AKB48 CAFE&SHOP AKIHABARA シアターエリア）

## 書籍

### 雑誌連載
- 日刊ゲンダイAKB48特別版（2011年6月1日 - 12月28日、日刊現代） - 「仲俣汐里の教えて二木さん」を隔週水曜日に連載。

### 新聞連載
- 静岡新聞（2013年1月26日 - 4月20日） - 若者向けの紙面「Junior Journal@Shizuoka」内に連載（第2・4土曜日）。

### 単行本
- AKB48でもわかる経済の教科書（2012年6月13日、青志社、菅下清廣との共著）ISBN 9784905042501

### カレンダー
- 仲俣汐里 2012年カレンダー（2011年11月19日、ハゴロモ）
- 卓上 仲俣汐里 2013年カレンダー（2012年12月7日、ハゴロモ）